# Huiyang
Huiyang, även romaniserat Waiyeung, är ett stadsdistrikt  i Huizhous stad på prefekturnivå i provinsen Guangdong i sydöstra Kina. Det ligger omkring 130 kilometer öster om provinshuvudstaden Guangzhou.
Huiyang är indelat i sex stadsdelsdistrikt och sex köpingar.
Stadsdelsdistrikt (jiedao):

- Danshui, Guangdong (淡水街道)
- Dayawan Aotou (大亚湾澳头街道)
- Dayawan Xiayong (大亚湾霞涌街道)
- Dayawan Xiqu (大亚湾西区街道)
- Qiuchang (秋长街道)
- Sanhe (三和街道)

Köpingar (zhen):

- Liangjing (良井镇)
- Pingtan (平潭镇)
- Shatian (沙田镇)
- Xinwei (新圩镇)
- Yonghu (永湖镇)
- Zhenlong (镇隆镇)